# Уваров, Пётр Васильевич
Уваров Пётр Васильевич (2 января 1910, Донецкий — 28 ноября 1979, Киев) — советский военно-морской деятель, вице-адмирал, участник Великой Отечественной войны.

## Биография

Могила Уварова на Лукьяновском военном кладбище Киева.

Родился 2 января 1910 года на руднике «Каменоватая» (ныне в черте города Макеевка Донецкая области Украины). В 1930 году был призван на службу в ВМФ. В 1934 году окончил Военно-морское училище имени М. В. Фрунзе, в 1937 году — курсы командного состава Военно-морских сил РККА, в 1941 году — командный факультет Военно-морской академии имени К. Е. Ворошилова. Служил на Балтийском флоте.
В годы Великой Отечественной войны служил на Черноморском флоте помощником командира эсминца «Незаможник», старшим помощником командира лидера эсминцев «Харьков», командиром сторожевого корабля «Шторм», старшим помощником командира крейсера «Ворошилов», старшим помощником командира линейного корабля «Севастополь».
В 1947—1949 годах командовал крейсером «Красный Кавказ» Черноморского флота, в 1949—1951 годах — линейным кораблём «Севастополь». С сентября 1951 по сентябрь 1956 годов командовал Эскадрой Черноморского флота. 27 января 1951 года было присвоено воинское звание контр-адмирала, а 8 августа 1955 года — вице-адмирала.
В 1956—1957 годах был заместителем командующего Тихоокеанским флотом по вооружению и судоремонту. В феврале 1957 года вышел в отставку.
Проживал в Киеве. Умер 28 ноября 1979 года, похоронен на Лукьяновском военном кладбище Киева.

## Награды
Награждён орденом Ленина, двумя орденами Красного Знамени, орденами Нахимова 2 степени, Отечественной войны 1 степени и Красной Звезды, медалями.